# Mike Schloesser
Mike Schloesser (Heerlen, 15 januari 1994) is een Nederlandse professionele boogschutter die met de niet-Olympische compoundboog schiet. De drievoudig wereldkampioen won meerdere malen het meest prestigieuze toernooi in Las Vegas. Schloesser was de eerste schutter met een "perfecte score" van 600 punten, waarmee hij de bijnaam Mister Perfect verdiende. Hij verbrak in 2024 het record van de langste aaneengesloten periode als nummer een van de wereldranglijst.

## Biografie
Schloesser begon op achtjarige leeftijd met handboogschieten. In 2008 werd hij opgenomen in het Nederlandse jeugdteam en hij groeide door tot de Nationale selectie Compound. Zowel bij de junioren als senioren, in verschillende disciplines, behoorde hij tot de top van de wereld. Vanaf 2013 staat hij onafgebroken in de top tien van de wereldranglijst.
In oktober 2013 werd Schloesser voor de eerste keer wereldkampioen (outdoor). Een jaar later won hij voor de eerste keer de Las Vegas Shoot. Dit toernooi wordt gezien als het grootste en meest prestigieuze ter wereld. In 2015 was hij de eerste die een "perfecte score" van 600 punten scoorde, waarbij alle pijlen in de roos (10 punten) worden geschoten. In 2018 won hij zowel de wereldkampioenschappen indoor als in het veld.
In 2016, 2019, 2021 en 2022 won Schloesser de wereldbeker boogschieten. Op 26 maart 2024 verbrak hij het record van de meeste aaneengesloten dagen op de eerste plaats van de wereldranglijst. Het record werd 1.038 dagen en dat bracht zijn totaal op 1.758 dagen.

## Persoonlijk
Schloesser is getrouwd met Gabriela Bayardo, een van oorsprong Mexicaanse die hij op wedstrijden leerde kennen. Ze kwam voor de liefde naar Nederland en komt sinds 2020 uit voor de Nederlandse ploeg. Gabriela schiet met een recurveboog en is daarmee wel naar de Olympische Spelen geweest. In 2019 werd Schloesser benoemd tot ridder in de Orde van Oranje-Nassau.